# Kalaphorura burmeisteri
Kalaphorura burmeisteri is een springstaartensoort uit de familie van de Onychiuridae. De wetenschappelijke naam van de soort is voor het eerst geldig gepubliceerd in 1873 door Lubbock.